# Stictocardia macalusoi
Stictocardia macalusoi là một loài thực vật có hoa trong họ Bìm bìm. Loài này được (Mattei) Verdc. miêu tả khoa học đầu tiên năm 1961.